# Casiguran (Sorsogon)
Casiguran è una municipalità di quarta classe delle Filippine, situata nella Provincia di Sorsogon, nella regione di Bicol.
Casiguran è formata da 25 baranggay:
- Adovis (Pob.)
- Boton
- Burgos
- Casay
- Cawit
- Central (Pob.)
- Cogon
- Colambis
- Escuala
- Inlagadian
- Lungib
- Mabini
- Ponong

- Rizal
- San Antonio (Boho)
- San Isidro
- San Juan
- San Pascual
- Santa Cruz
- Somal-ot (Pob.)
- Tigbao
- Timbayog (Pob.)
- Tiris
- Trece Martirez
- Tulay